# Flumetasone
Flumetasone, còn được gọi là flumethasone, là một corticosteroid dùng để sử dụng tại chỗ.
Nó được cấp bằng sáng chế vào năm 1951 và được chấp thuận cho sử dụng y tế vào năm 1964.

## Hóa học
Flumethasone mạnh gấp 420 lần cortisone trong mô hình động vật để hoạt động chống viêm.     

## Tên gọi
Tên thương mại bao gồm Locacorten, Locorten và Orsalin. Nó có sẵn kết hợp với clioquinol, dưới tên thương mại Locacorten-Vioform (ở một số nước Locorten-Vioform), để điều trị viêm tai ngoài externa và otomycosis. Nó thường được xây dựng như pivalic axit este tiền chất flumetasone pivalate.